# Accord de libre-échange entre la Chine et le Chili
L'accord de libre-échange entre la Chine et le Chili est un accord de libre-échange signé le 18 novembre 2005 et mis en application le 1er octobre 2006. L'accord fait l'objet de négociations en 2015 pour l'approfondir.